# Sjeverni Lanarkshire
Sjeverni Lanarkshire (galski Siorrachd Lannraig a Tuath) je jedna od 32 pokrajine u Škotskoj. Graniči s pokrajinama Grad Glasgow, Falkirk, Istočni Dunbartonshire i Južni Lanarkshire. Vlada pokriva i dio krajina Lanarkshire, Dunbartonshire i Stirlingshire.

## Gradovi i sela
- Airdrie
- Bellshill
- Coatbridge
- Cumbernauld
- Kilsyth
- Motherwell
- Wishaw